# Фай (ткань)
Фай (фр. faille) — шёлковая ткань репсового переплетения, образованная из сравнительно тонких нитей основы (органсин 20—26 ден) и более толстого утка (трам 26—32 ден), который дополнительно прокидывается по две нити в каждый зев, отчего и получается характерный для репса рубчик. Была известна также под наименованиями пу-де-суа (фр. Poult-de-soie) и фр. gros-grain; в последнем случае часто имелась в виду ткань с хлопчатобумажным утком. Выпускался однотонным.

## Виды
- Файдешин (фр. faille de Chine — букв. китайский фай) — высокосортная разновидность фая[1], обычно жёлто-коричневых оттенков, названная по месту производства.
- Фай-де-франсе («французский фай») — оттенков синего цвета.